# Aleksandar Vasoski
Aleksandar Vasoski és un futbolista macedoni. Va començar com a futbolista al FK Metalurg.
Destacà com a jugador de l'Eintracht Frankfurt de 2005 a 2011.